# Kümmersmühle
Kümmersmühle ist ein Ortsteil der Stadt Waldmünchen im Landkreis Cham des Regierungsbezirks Oberpfalz im Freistaat Bayern.

## Geografie
Kümmersmühle liegt an der Staatsstraße 2154, 3,3 Kilometer nordwestlich von Waldmünchen und 3,1 Kilometer südlich der tschechischen Grenze. Östlich von Kümmersmühle fließt der Föhrenbach von Norden nach Süden der Böhmischen Schwarzach zu.

## Geschichte
Kümmersmühle (auch: Chumerestorf, Kümmersmühl, Kimmersmihl) wurde bereits im Herzogsurbar des Wittelsbacher Heinrich XIII. aus dem Jahr 1301 erwähnt.
1622 wurde Kümmersmühle mit einer Mühle erwähnt. 1630 hatte Kümmersmühle eine Mühle und eine Sölde. 1703 wurden in Kümmersmühle eine Sölde und ein Häusler verzeichnet. 1808 gab es in Kümmersmühle 2 Anwesen, 1 Mühle und 1 Schneider.
1808 wurde die Verordnung über das allgemeine Steuerprovisorium erlassen. Mit ihr wurde das Steuerwesen in Bayern neu geordnet und es wurden Steuerdistrikte gebildet. Dabei kam Kümmersmühle zum Steuerdistrikt Schäferei. Der Steuerdistrikt Schäferei bestand aus den Dörfern Eglsee, Hocha, Schäferei, Spielberg, dem Weiler Kümmersmühle und den Einöden Haidhof und Lintlhammer.
1820 wurden im Landgericht Waldmünchen Ruralgemeinden gebildet. Dabei kam Kümmersmühle zur Ruralgemeinde Schäferei. Zur Ruralgemeinde Schäferei gehörte neben Schäferei mit 24 Familien der Weiler Kümmersmühle mit 3 Familien. Ein Projekt aus dem Jahr 1836, die Gemeinden Hocha und Schäferei zusammenzulegen, wurde nicht realisiert.
1972 schloss sich die Gemeinde Schäferei der Stadt Waldmünchen an.
Kümmersmühle gehört zur Pfarrei Ast. 1997 hatte Kümmersmühle 48 Katholiken.

## Einwohnerentwicklung ab 1820
| Jahr | Einwohner  | Gebäude |
| ---- | ---------- | ------- |
| 1820 | 3 Familien | k. A.   |
| 1838 | 21         | 2       |
| 1861 | 37         | 9       |
| 1871 | 11         | 6       |
| 1885 | 13         | 2       |
| 1900 | 12         | 3       |
| 1913 | 16         | 2       |

| Jahr | Einwohner | Gebäude |
| ---- | --------- | ------- |
| 1925 | 41        | 5       |
| 1950 | 71        | 10      |
| 1961 | 48        | 13      |
| 1970 | 52        | k. A.   |
| 1987 | 54        | 15      |
| 2011 | 37        | k. A.   |

## Tourismus und Sehenswürdigkeiten
Durch Kümmersmühle verläuft der Mountainbikeweg MTB-Tour 14. 2 Kilometer südöstlich von Kümmersmühle befindet sich das Freizeit- und Erholungsgebiet Perlsee. Nordwestlich von Kümmersmühle am Westhang des 615 Meter hohen Kapellenberges verläuft der Europäische Fernwanderweg E6, der hier mit dem Nurtschweg und dem Goldsteig zusammenfällt.
Die Gegend bei Waldmünchen entlang der Böhmischen Schwarzach war bereits zur Steinzeit besiedelt. So findet sich nördlich von Kümmersmühle eine mesolithische Freilandstation. Sie ist anerkanntes Bodendenkmal und trägt die Denkmalnummer D-3-6542-0001.